# Bermo (Niger)
Bermo ist eine Landgemeinde und der Hauptort des gleichnamigen Departements Bermo in Niger.

## Geographie

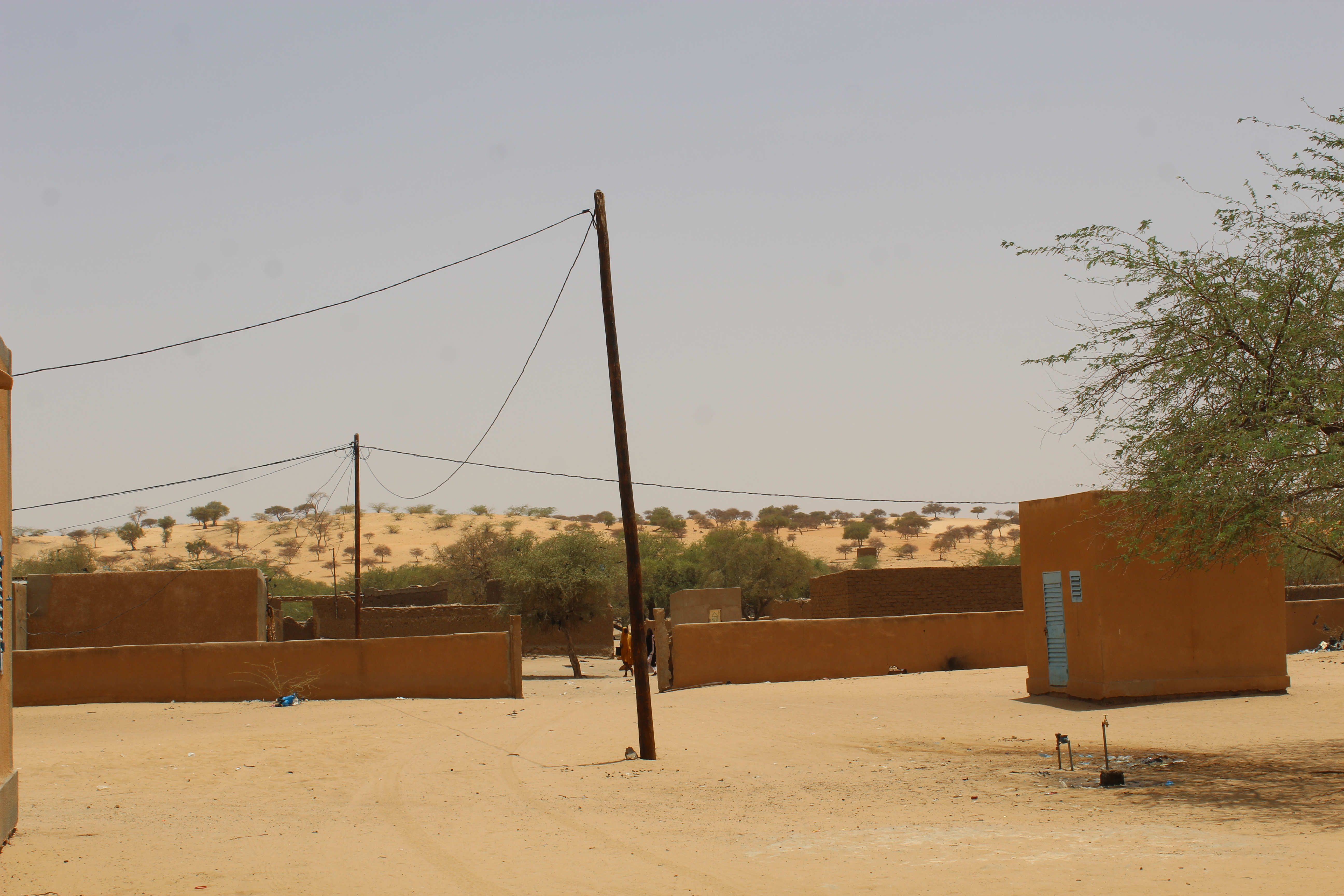
Gebäude und Landschaft in der Gemeinde Bermo (2023)

Bermo liegt in der Sahelzone. Die Nachbargemeinden sind Ingall im Norden, Gadabédji im Osten, Azagor, Birni Lallé und Roumbou I im Süden sowie Azèye und Tamaya im Westen.
Bei den Siedlungen im Gemeindegebiet handelt es sich um 63 Dörfer, 42 Weiler, 26 Lager und 24 Wasserstellen. Auf die Wasserstelle Akadannaye erhebt auch die Nachbargemeinde Ingall Anspruch. Der Hauptort der Landgemeinde ist das Dorf Bermo.
Die Vegetation ist von Marulabäumen, Oschern, Schirmakazien und Wüstendatteln geprägt. Im Norden der Gemeinde liegt der See Mare d’Akadané, dessen Fläche je nach Jahreszeit zwischen 80 und 148 Hektar variiert.

## Geschichte
In Bermo wurde 1988 ein Verwaltungsposten (poste administratif) eingerichtet, eine von einem chef de poste administratif geleitete untere Verwaltungseinheit. Die Landgemeinde Bermo entstand als Verwaltungseinheit 2002 im Zuge einer landesweiten Verwaltungsreform in einem zuvor gemeindefreien Gebiet im Norden des Departements Dakoro. Der Verwaltungsposten von Bermo wurde 2011 aus dem Departement Dakoro herausgelöst und zum Departement Bermo erhoben.

## Bevölkerung
Bei der Volkszählung 2012 hatte die Landgemeinde 30.761 Einwohner, die in 3.994 Haushalten lebten. Bei der Volkszählung 2001 betrug die Einwohnerzahl 14.076 in 2.162 Haushalten.
Im Hauptort lebten bei der Volkszählung 2012 1.997 Einwohner in 312 Haushalten, bei der Volkszählung 2001 1.375 in 210 Haushalten und bei der Volkszählung 1988 565 in 103 Haushalten.
In der Gemeinde leben Angehörige der Fulbe-Untergruppen Wodaabe und Kassawsawa, der Tuareg-Untergruppe Keltamerkest, der Hausa-Untergruppen Gobirawa und Azna sowie Araber.

## Kultur
In Bermo gibt es eine kleine römisch-katholische Pfarre, die 1963 gegründet wurde und zum Bistum Maradi gehört.

## Politik

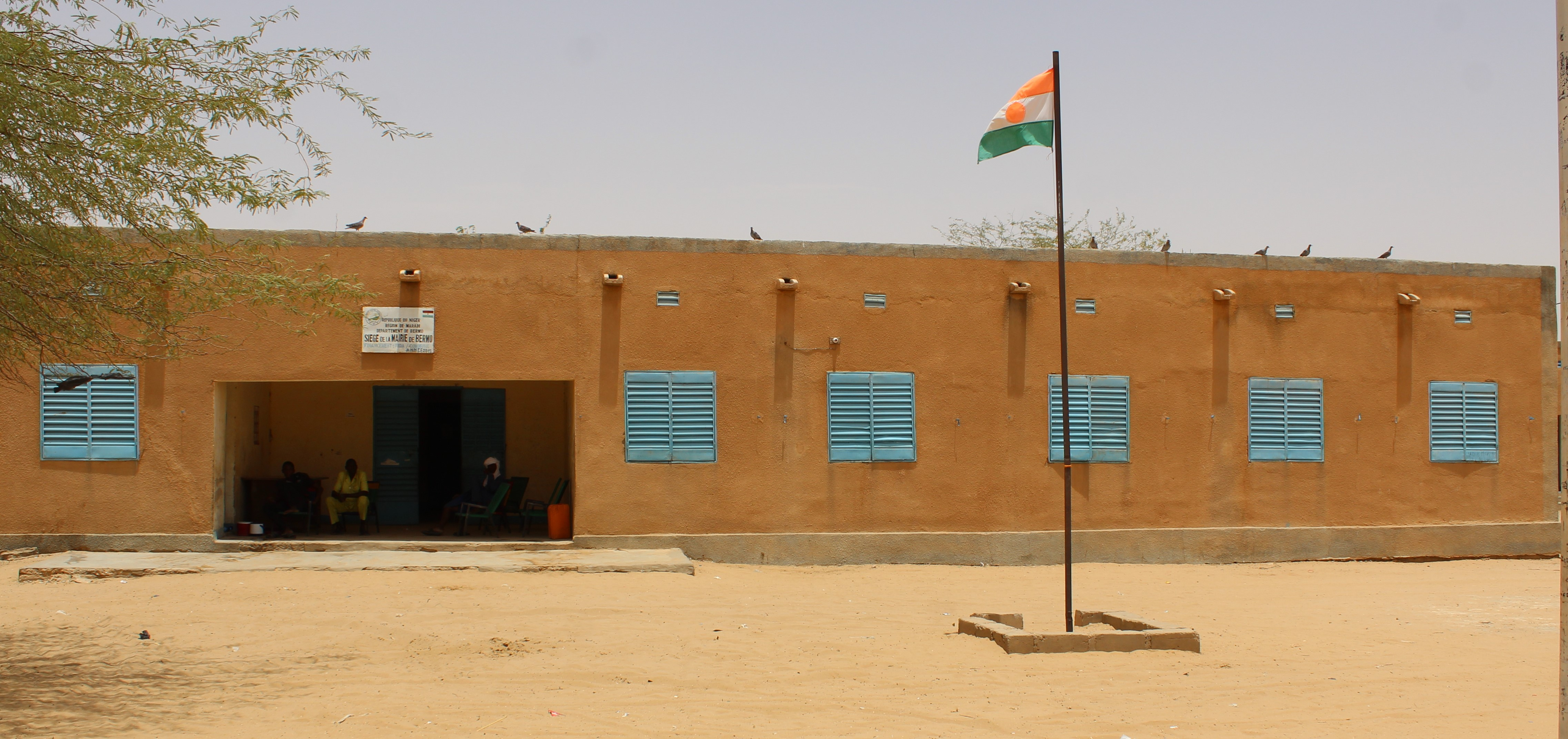
Rathaus von Bermo (2023)

Der Gemeinderat (conseil municipal) hat 12 Mitglieder. Mit den Kommunalwahlen 2020 werden alle Sitze im Gemeinderat von der Partei PNDS-Tarayya gehalten.
Traditionelle Ortsvorsteher (chefs traditionnels) stehen an der Spitze von 59 Dörfern in der Gemeinde, darunter dem Hauptort.

## Wirtschaft und Infrastruktur
Die Gemeinde liegt am Übergang der Zone des Agropastoralismus des Südens zum Gebiet der reinen Weidewirtschaft des Nordens. Sie zieht transhumant lebende Viehzüchter aus den Regionen Agadez, Tahoua und Zinder sowie aus Nord-Nigeria an. Ein staatliches Viehzuchtzentrum wurde im Dorf Facoranch eingerichtet. Es gibt drei Viehmärkte in der Gemeinde, davon einen im Hauptort Bermo, die mit dem Markt von Sakabale in der Nachbargemeinde Roumbou I konkurrieren. Neben der Viehzucht und dem Handel ist das von Fulbe und Tuareg betriebene Kunsthandwerk von wirtschaftlicher Bedeutung. Es werden unter anderem Schmuck, Kamelsättel, Schwerter und Messer hergestellt, die vor allem in der Departementshauptstadt Dakoro verkauft werden.
Gesundheitszentren des Typs Centre de Santé Intégré (CSI) sind im Hauptort sowie in den Siedlungen Akadané und Oly vorhanden. Der CEG Bermo ist eine allgemein bildende Schule der Sekundarstufe des Typs Collège d’Enseignement Général (CEG). Beim Collège d’Enseignement Technique de Bermo (CET Bermo) handelt es sich um eine technische Fachschule und beim Centre de Formation aux Métiers de Bermo (CFM Bermo) um ein Berufsausbildungszentrum. In Bermo gibt es einen lokalen Bürgerhörfunk (radio communautaire). Die Niederschlagsmessstation im Hauptort wurde 1989 in Betrieb genommen.